# Komponentvideo

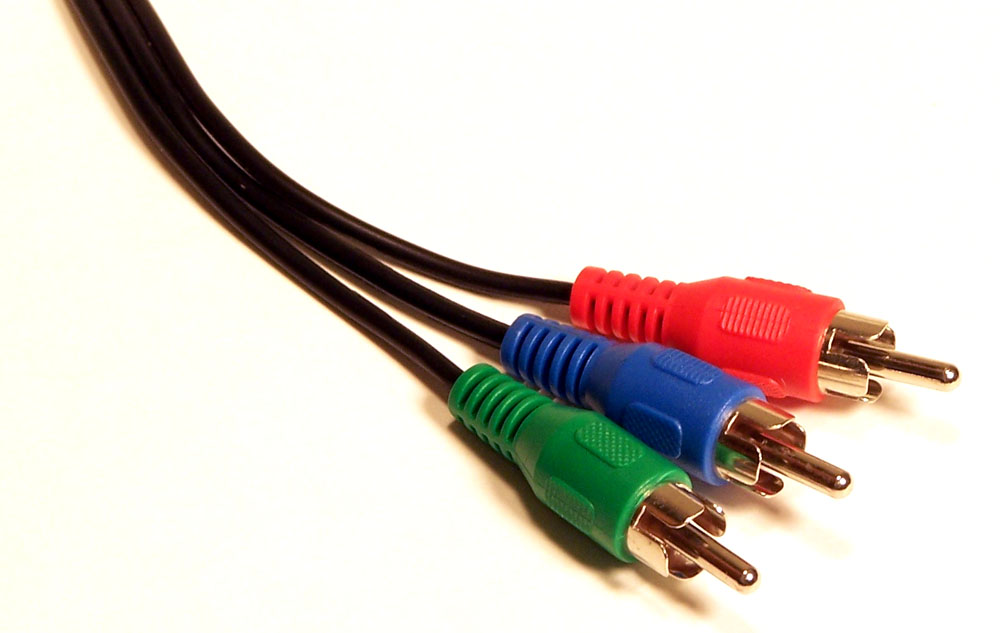
Komponentanslutning i form av RCA-kontakt

Komponentvideo eller RGB-video är när man för över en videosignal i sina delar, vanligtvis en signal för Röd, en signal för Grön, en signal för Blå och en signal för synkronisering. Synkronisering ligger dock ofta överlagrad på någon av färgsignalerna.
I dagligt tal har komponentvideo även kommit att innebära överföring via systemet YPbPr som är en mer komplex och robust signal.